# Chonocephalus necdepressus
Chonocephalus necdepressus är en tvåvingeart som beskrevs av Ronald Henry Lambert Disney 2008. Chonocephalus necdepressus ingår i släktet Chonocephalus och familjen puckelflugor. Inga underarter finns listade i Catalogue of Life.